# تپه دارتوان (تکانوجه)
تپه دارتوان (تکانوجه) مربوط به هزاره اول قبل از میلاد است و در شرق مه‌آباد (فیروزکوه) واقع شده و این اثر در تاریخ ۱۶ دی ۱۳۴۵ با شمارهٔ ثبت ۶۰۷ به‌عنوان یکی از آثار ملی ایران به ثبت رسیده است.